# Arboretum Paisajista de Minnesota
El Arboretum Paisajista de Minnesota (en inglés: Minnesota Landscape Arboretum) es un jardín hortícola y arboretum de 420 hectáreas (1047 acres) de extensión localizado a unas 4 millas al oeste de Chanhassen en el 3675 Arboretum Drive, Chaska, Minnesota. 
Es parte del Departamento de Ciencia Hortícola en el Colegio de Agricultura, Alimentación, y Ciencias Medioambientales de la Universidad de Minnesota. 
Es miembro del BGCI y presenta trabajos para la Agenda Internacional para la Conservación en los Jardines Botánicos, su código de reconocimiento internacional como institución botánica, así como las siglas de su herbario es MLARB. 

## Localización
Minnesota Landscape Arboretum 3675 Arboretum Drive, Chaska, Carver county, Minnesota, MN 55318 United States of America-Estados Unidos de América
Planos y vistas satelitales.44°51′42.84″N 93°36′54.72″O / 44.8619000, -93.6152000
Se encuentra abierto al público todos los días del año excepto Día de Acción de Gracias y Navidad. Se paga una tarifa de entrada. 

## Historia
La primera área que se creó del arboreto fue establecida en el 1907 como un centro de investigación hortícola, que desarrolló cosechas resistentes al frío tales como las manzanas "Honeycrisp" y azaleas. 
En 1958 el arboretum en sí mismo fue iniciado con 160 acres siendo fundado por Leon C. Snyder. Actualmente el arboretum es el centro hortícola más grande, diverso, y completo en Minnesota, con más de 5000 variedades de plantas, y acercándose a su meta de incrementarlo a unos (1200 acres).

## Colecciones
El arboretum exhibe:

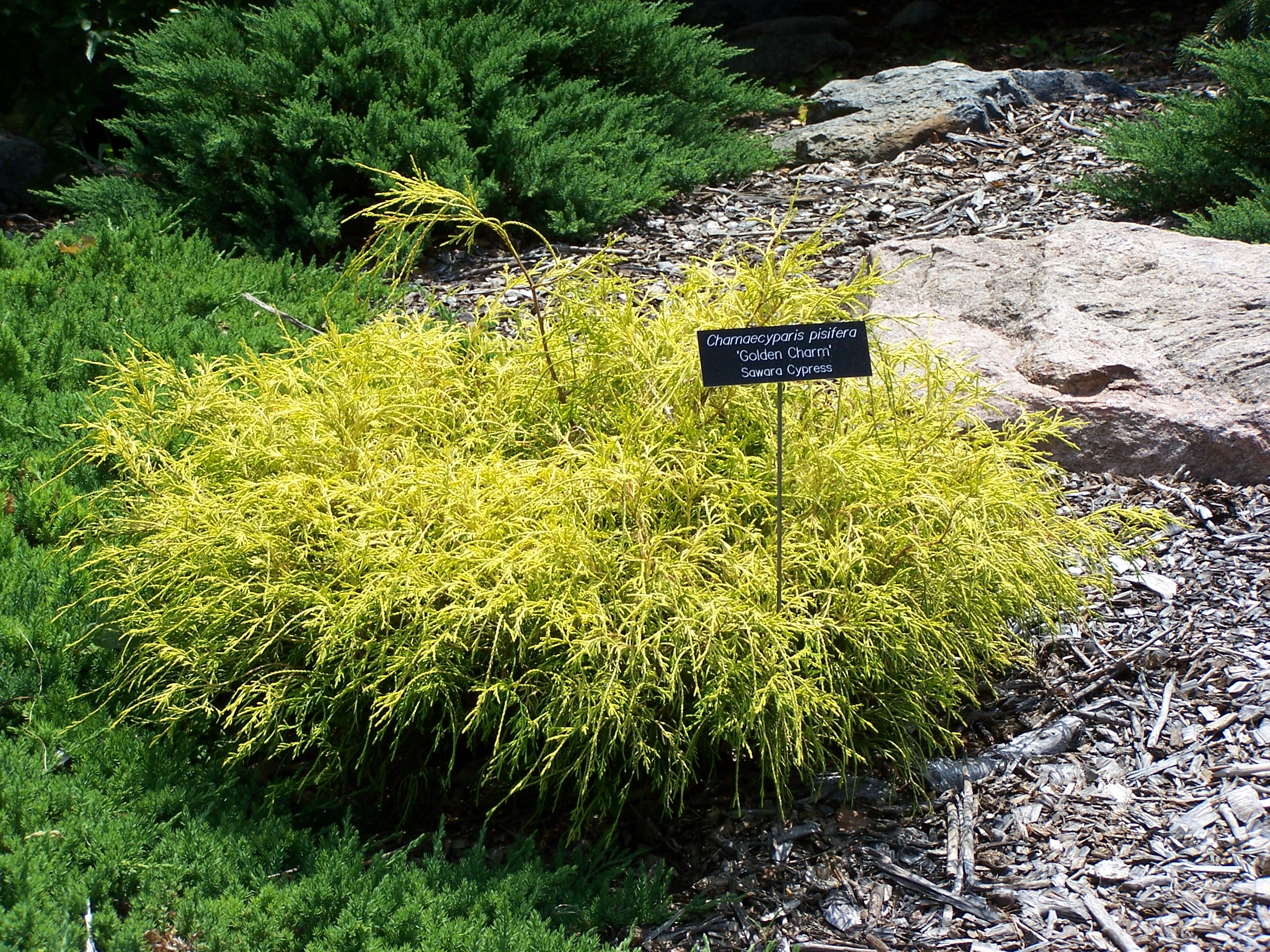
El ciprés dorado Chamaecyparis pisifera.

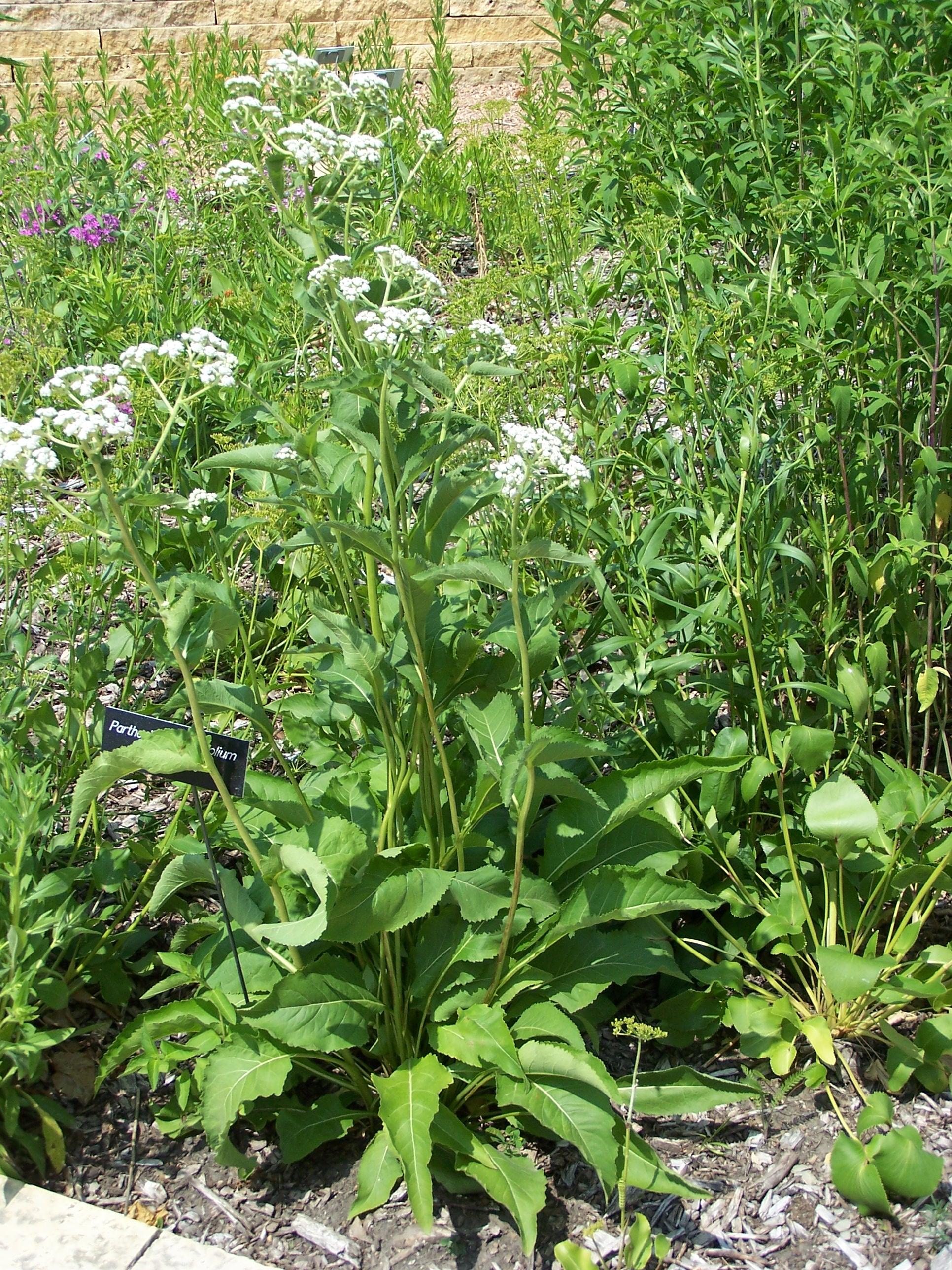
La quinina silvestre Parthenium integrifolium.

- Colecciones de plantas perennes y anuales
- Plantas desarrolladas para aguantar los fríos de los climas nórdicos.
- Jardines de exhibiciones temporales
- Jardín japonés,
- Áreas naturales que incluyen bosques, pradera, y humedales.

Entre sus colecciones se incluyen:
- Clematis,
- Dahlias,
- Hierbas ornamentales,
- Hostas, con 200 taxones
- Iris, con 100 taxones
- Flores silvestres,
- Rosaleda con 100 taxones y miles de cultivares de rosas antiguas y de arbustos resistentes al frío
- Acer (11 spp., 30 taxones),
- Betula (16 spp., 20 taxones),
- Fraxinus (10 spp., 30 taxones),
- Quercus (10 spp., 20 taxones),
- Tilia (6 spp., 20 taxones),
- Malus (225 taxones),
- Pinus (100 taxones),

## Equipamientos
En el arboretum además de las instalaciones y laboratorios necesarios para la investigación y el equipo humano que en el trabajan, encontramos:
- Invernadero, "The Meyers-Deats Conservatory" que alberga colecciones de bromelias, orquídeas, y cactus y plantas tropicales ornamentales de interiores.
- Biblioteca, "The Andersen Horticultural Library" que contiene 15,000 libros sobre botánica, horticultura, historia natural, literatura infantil, material de investigación, y catálogos de viveros.
- Hay unas tres millas de carretera a través del arboretum y son posibles las visitas guiadas por su interior que se pueden efectuar mediante tranvía, autocar, o andando.